# Dohad

Stadens och distriktets läge i Gujarat.

Dohad (eller Dahod) är en stad i den indiska delstaten Gujarat, och är huvudort i ett distrikt med samma namn. Folkmängden uppgick till 94 578 invånare vid folkräkningen 2011, med förorter 130 503 invånare. Staden ligger i den nordöstligaste delen av delstaten och är känd för sin fästning som är uppkallad efter stormogulen Aurangzeb som föddes här.